# Konrád Míšeňský
Konrád Míšeňský, též Konrád z Wettinu (německy Konrad von Meißen a také Konrad der Große, † 5. února 1157) byl míšeňský a lužický markrabě pocházející z rodu Wettinů.

## Život
Po smrti markraběte Jindřicha II. Míšeňského roku 1123 vypukl spor o nového markraběte. Římský císař Jindřich V. Sálský dosadil na tento post svého spojence Wiprechta z Grojče, císařův odpůrce, saský vévoda Lothar vybral jako svého kandidáta právě Konráda. Wiprecht se pokusil s českou pomocí Míšeňsko, pevně držené Konrádem, ovládnout, avšak neuspěl a další plány zhatila jeho smrt v roce 1124. Když v roce 1125 zemřel Jindřich V. a novým římsko-německým králem se stal Lothar, již nic nestálo Konrádovi v cestě v držbě Míšeňska. Jakožto Lotharův spojenec se zúčastnil jeho tažení do Čech proti knížeti Soběslavovi, které skončilo jejich porážkou v bitvě u Chlumce. Když na konci roku 1135 zemřel poslední Wiprechtův potomek bezdětný, zdědil po něm Konrád všechny jeho statky, včetně Lužického markrabství, čímž značně zvýšil moc wettinského rodu. Konrád zemřel v únoru 1157 a byl pohřben v augustiniánském klášteře Petersberg u Halle. Dědictví mezi sebe rozdělilo pět jeho synů.